# 島津久徴 (加治木家)
島津 久徴（しまづ ひさなる）は、薩摩藩（鹿児島藩）家臣、加治木島津家第6代当主。

## 略歴
宝暦2年（1752年）、島津重年仮養子で知覧領主である島津久峰の長男として生まれる。宝暦4年（1754年）、先代加治木島津家当主で、従兄弟の島津久方（重豪）が藩主重年の世子となり、当主不在となったため、明和9年（1772年）に重豪の義弟として加治木島津家を相続した。天明4年（1784年）、長崎より儒学者の伊藤世粛を招き、領内に郷校毓英館を設立する。また、寛政11年（1799年）には江戸より儒学者の秋岡冬日を招いた。寛政12年（1800年）、隠居して家督を嫡男の久照に譲る。文化5年（1808年）、領内の仕置が不届きであるとの理由で、久照共々処分を受ける。処分の真の理由は、藩校造士館に対抗して、毓英館を設立するなどの動きを、藩内の改革派に対抗するものと見られたため。文化6年（1809年）9月11日死去。享年58。
なお「近秘野艸」（『鹿児島県史料』「伊地知季安著作史料集六」所収）では島津忠厚は久徴の子とされている。